# Reputationsrisiko
Das Reputationsrisiko ist für ein Unternehmen das Risiko negativer wirtschaftlicher Auswirkungen, die aus einer Schädigung der Reputation eines Unternehmens entstehen könnten. Es ist Teil des unternehmerischen Risikos und kann im Rahmen des Risikomanagements berücksichtigt werden.

## Ursachen
Reputationsrisiken können allgemein durch eine gravierende Verschlechterung der Ertragslage, eine wesentliche Verschlechterung der Vermögensverhältnisse durch Wertminderungen der Aktiva, Änderungen der Strategie, Zahlungsstörungen oder Forderungsausfall von bedeutenden Debitoren/Kreditnehmern, Rückrufaktionen infolge umfangreicher Fehlproduktion oder operationellen Risiken eintreten. Auch eine länger anhaltende Unternehmenskrise kann zu einem verschlechterten Ruf beitragen. Diese Ereignisse können durch Veröffentlichungen in den Massenmedien zu einer negativen Wahrnehmung in der Öffentlichkeit (Kunden, Gegenparteien, Aktionären, Gläubigern, Anlegern, Finanzanalysten oder Ratingagenturen) führen. Der Reputationsschaden kann eine sinkende Marktkapitalisierung, verschlechterte oder endende Kundenbeziehungen, schlechteres Rating, bei Kreditinstituten auch verschlechterte Refinanzierungsbedingungen mit höheren Refinanzierungskosten und erschwerter Zugang zum Interbankenmarkt zur Folge haben.

## Bedeutung
Die Reputation wird auch als der „gute Name“ oder der „gute Ruf“ oder das „Ansehen“ (eines Unternehmens) bezeichnet. Im Betreiben der Geschäftstätigkeit liegt die Möglichkeit, dass sich das Ansehen eines Betriebes verändert.
Bei regulierten Märkten sind die Regulatoren bemüht, durch Sanktionen und ein einheitliches Regelwerk die Reputation der einzelnen Unternehmen zu beeinflussen. Beispiele hierfür sind die Handwerkskammern oder die BaFin.
Grundsätzlich ist ein Unternehmen bemüht, durch eine hohe Reputation eine große Kundenbindung zu erreichen, um somit einen Wettbewerbsvorteil gegenüber Mitbewerbern zu gewinnen. Mögliche Bereiche, in denen die Reputation nachhaltig gesteigert werden kann, sind:
- Vertrauen
- Arbeitsbedingungen
- Umweltschutz
- Sponsoring
- Information der Öffentlichkeit
- Stakeholder-Dialoge mit Nichtregierungsorganisationen (NGO)

Ethisches Verhalten kann zur Erhöhung der Reputation eines Unternehmens führen. Die Reputation wird auch in den Bewertungen von Rating-Agenturen berücksichtigt. Insofern ist die Reputation als Wirkung der gelebten Wirtschaftsethik eines Unternehmens zu verstehen.